# 145 (число)
Вижте пояснителната страница за други значения на 145.
145 (сто четиридесет и пет) е естествено, цяло число, следващо 144 и предхождащо 146.
Сто четиридесет и пет с арабски цифри се записва „145“, а с римски цифри – „CXLV“. Числото 145 е съставено от три цифри от позиционните бройни системи – 1 (едно), 4 (четири), 5 (пет).

## Общи сведения
- 145 е нечетно число.
- 145-ият ден от годината е 25 май.
- 145 е година от Новата ера.